# Sarscypridopsis aculeata
Sarscypridopsis aculeata is een mosselkreeftjessoort uit de familie van de Cyprididae. De wetenschappelijke naam van de soort is voor het eerst geldig gepubliceerd in 1847 door Costa.